# Cloudbusting
Cloudbusting è il secondo singolo della cantante inglese Kate Bush tratto dall'album del 1985 Hounds of Love.

## Descrizione
La canzone parla dello stretto rapporto tra lo psicologo e filosofo Wilhelm Reich e suo figlio Peter, raccontata molti anni dopo da un ormai maturo Peter. I ricordi del Peter ragazzo sono ambientati nella fattoria di famiglia, Orgonon, nella quale i due passavano il tempo a "rompere le nuvole" ("cloudbusting"), un'operazione per far piovere grazie al "cloudbuster", una macchina speciale inventata e costruita dallo stesso Reich. A un certo punto Wilhelm Reich viene arrestato, e Peter ricorda l'improvviso senso di perdita e di impotenza provato in quel momento.

Il brano è stato ispirato dall'autobiografia di Peter Reich, A Book of Dreams pubblicata nel 1973.

## Video musicale
Il video musicale è nato da un'idea di Kate Bush e di Terry Gilliam, e diretto da Julian Doyle. 
Donald Sutherland interpreta il ruolo di Wilhelm Reich e Kate Bush quello di Peter da giovane. Il video mostra i due che lavorano con il "cloudbuster" installato in cima a una collina, e il padre che lascia Peter per tornare al suo laboratorio dove viene arrestato. Impotente di fronte all'arresto del padre, Peter riesce ad attivare il "cloudbuster" per la gioia del padre, che vede cominciare a piovere.
Le riprese hanno avuto luogo a Vale of White Horse nell'Oxfordshire, Inghilterra, dove Kate Bush ha coinvolto in corsa Sutherland nel progetto. Sebbene la storia di Reich sia avvenuta in Maine, nel video si vede il giornale "The Oregon Times," probabile riferimento al nome della fattoria / laboratorio di Reich, "Orgonon".
Il "cloudbuster" è stato progettato e costruito dal team che ha realizzato il mostro di Alien e assomiglia solo vagamente ai veri "cloudbuster" che vennero realizzati.

## Versioni
- 14 ottobre 1985 – Kate Bush, Cloudbusting, 45gg, EMI EMI – KB2, Regno Unito, prodotto da Kate Bush[9]. Questa versione contiene i brani seguenti:

1. "Cloudbusting" – 5:07
2. "Burning Bridge" – 4:38

- 1985 – Kate Bush, Cloudbusting, 45gg, EMI EMI K 060 20 0898 6, Europa, prodotto da Kate Bush[10]. Questa versione contiene i brani seguenti:

1. "Cloudbusting (The Organon Re-mix)" – 6:34
2. "Burning Bridge" – 4:38
3. "My Lagan Love" – 2:30

## Cover
Del brano sono state realizzate delle cover da parte di vari gruppi, tra cui:
- il gruppo progressive death metal/gothic metal italiano Novembre nell'album Novembrine Waltz del 2001.
- il gruppo indie rock statunitense The Twilight Singers nell'album She Loves You del 2004.
- il gruppo pop scozzese Swimmer One come singolo nel 2005 per la Dogbox Records.
- la cantautrice statunitense Charlotte Martin per il suo album di cover Reproductions del 2007.
- la cantautrice irlandese Gemma Hayes nel 2009 sul suo website[11] e dal vivo nei suoi tour del 2011 e del 2012.
- il gruppo indie pop statunitense Wild Nothing come singolo nel 2009 per la Captured Tracks.
- Neil Halstead per la compilation Sing Me to Sleep - Indie Lullabies uscito nel 2010 per la American Laundromat Records.
- il cantautore alternative rock canadese Matthew Good per il suo album Chaotic Neutral del 2015.
- il gruppo Geographer sul loro website nel 2012[12].

Il brano è stato inoltre campionato varie volte:
- il gruppo dance inglese Utah Saints ha campionato la frase "I just know that something good is going to happen" per il loro brano Something Good del 1992, e alcune scene dal video di Kate Bush per il video della loro canzone.
- il gruppo punk inglese P.A.I.N. ha campionato il brano di Kate Bush per la loro canzone "Eastern Dub (Wilhelm Reich in Hell)", senza autorizzazione della EMI[13].
- l'artista statunitense Neil Cicierega ha mescolato Cloudbusting con California Gurls di Katy Perry in Orgonon Gurlz del suo album Mouth Silence del 2014.